# La vendetta di Ursus
La vendetta di Ursus è un film del 1961 diretto da Luigi Capuano.

## Trama

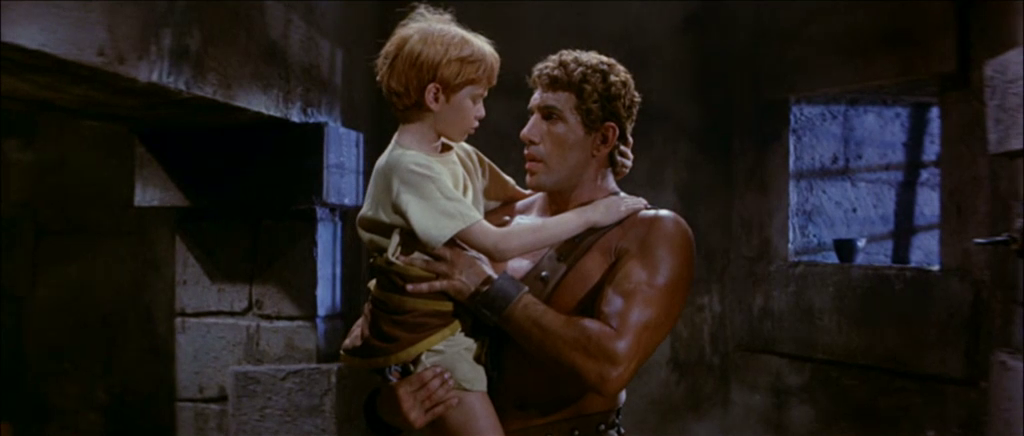
Ursus col fratellino Dario

Una giovane e bella ragazza di nome Sira è la figlia del re Alteo, è costretta ad andare in sposa per via di un matrimonio combinato al perfido despota di Licia, Zagro, che ha in mente progetti di conquista a danno della sua gente.
La donna è disperata e si fa aiutare da Ursus che è innamorato della ragazza e alla fine riuscirà ad impedire le nozze combinate.